# Лунарієвий заказник
Лунарієвий — ботанічний заказник місцевого значення в Україні. Об'єкт природно-заповідного фонду Сумської області. 
Розташований у межах Могрицької сільської ради Сумського району Сумської області в лісовому фонді ДП «Сумський держлісгосп» поруч із заказником «Банний яр» (Могрицьке лісництвово, кв. 40-41, 51, 53-55). Площа 340,0 га. Як об’єкт ПЗФ створений 25.09.2003. 
Являє собою липово-кленово-дубовий деревостан природного походження. Метою створення заказника є збереження популяції рослини, занесеної до Червоної книги України – лунарії оживаючої, в єдиному відомому місці поширення цієї рослини на Лівобережній Україні. 
Є осередком зростання популяцій видів рослин, занесених до Червоної книги України (цибуля ведмежа), видів рослин, занесених до обласного червоно списку (зірочник гайовий, зубниця п'ятилиста, костриця найвища, страусове перо звичайне та ін.).